# Augustin Laurent

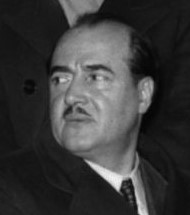
Augustin Laurent en 1946.

Augustin Laurent (nacido el 9 de  septiembre de  1896 en Wahagnies, falleció el 1 de  octubre de 1990 en Lille ) fue un político francés, ministro y creador de la red de resistencia  "Combate Francia" con Eugene Thomas.
Se unió al Partido Socialista en 1912 . En 1914, al inicio de la Primera Guerra Mundial, se alistó a la edad de 18 años y luchó durante cuarenta y seis meses en el frente. En el Congreso de Tours en 1920 se opuso a la adhesión a la Tercera Internacional. Reclutado por los dirigentes de la Federación de Northern del Partido Socialista, desde 1925, ocupó el cargo de secretario ejecutivo de la misma. Después de la muerte de Roger Salengro, se convirtió en el secretario general adjunto en 1936. En 1931 fue elegido consejero general y miembro de Norte III en 1936. Desde el comienzo de la ocupación de la Segunda Guerra Mundial, se convierte en resistente a la apelación de Jean-Baptiste Lebas. Fue cofundador de dos periódicos clandestinos (L'Homme Libre) en 1940, cuando se convirtió en la cuarta república en 1941, y del Norte mañana el Diario de la Democracia Socialista en 1943). En 1942 fue miembro de la Comisión Política de la Liberación del Sur, después de la detención "de Eugene Thomas , el administrador de la red el combate Francia. En 1943 , presidió el Comité Departamental para la Liberación del Norte.
Llegó a ser ministro de Correos y Telecomunicaciones del gobierno provisional de General de Gaulle (septiembre 1944-junio 1945, cuando renunció tras una cirugía). Fue diputado de la IV República francesa hasta 1951. En el gobierno de Blum, fue sucesivamente ministro de Estado (del 16 al 23 de diciembre de 1946), luego Ministro de Ultramar en Francia (23 de diciembre de 1946 a 22 de enero de 1947) para sustituir Marius Moutet 